# حاجی‌لی (شماخی)
حاجی‌لی (به لاتین: Hacılı) یک منطقه مسکونی در جمهوری آذربایجان است که در شهرستان شماخی واقع شده است. حاجی‌لی ۳۳۷ نفر جمعیت دارد.